# 三只松鼠
三只松鼠股份有限公司，简称三只松鼠，成立于2012年2月16日，是中国的互联网品牌企业，由章燎原创立，总部位于安徽省芜湖市，主要以销售坚果食品为主。

## 历史

### 2012年
- 2012年2月，三只松鼠在安徽芜湖创立。
- 2012年4月，获得美国IDG资本150万美元的天使投资[2]

### 2016年
- 2016年9月，三只松鼠在芜湖开出全国第一家线下实体店[3]

### 2017年
- 2017年3月29日，三只松鼠向证监会递交招股说明书，正式冲刺IPO
- 2017年9月19日天猫超级品牌日当天，天猫平台累计销售额突破一百亿元，成为天猫平台首家销售额破百亿的快消品企业。[4]
- 2017年12月12日，证监会发布公告，决定取消第十七届发审委第72次发审委会议对三只松鼠发行申报文件的审核。[5][6]

### 2018年
- 2018年4月9日三只松鼠打造的52集动画片《三只松鼠》登录北京电视台卡酷少儿频道，率稳居同时段动画片首位。[7]

### 2019年
- 2019年7月12日在深圳证券交易所创业板上市交易。[8]

## 主要销售渠道

### 淘宝天猫
2012年6月19日，在淘宝天猫商城试运营上线。
2012年8月，上线的第65天，在天猫坚果类目排名第1名。
2013年11月11日，参加天猫双十一日销售额3562万。
2016年11月11日，三只松鼠双十一销售额全网5.08亿，天猫全品类第七名。

### 京东
2012年12月，三只松鼠入驻京东成立官方旗舰店。 

### 线下零售
2016年9月，三只松鼠在芜湖开出全国第一家投食店。
截止2018年4月28人三只松鼠在全国已经开出30多家线下体验店，主要分布在华东地区的三四线城市。

## 图集

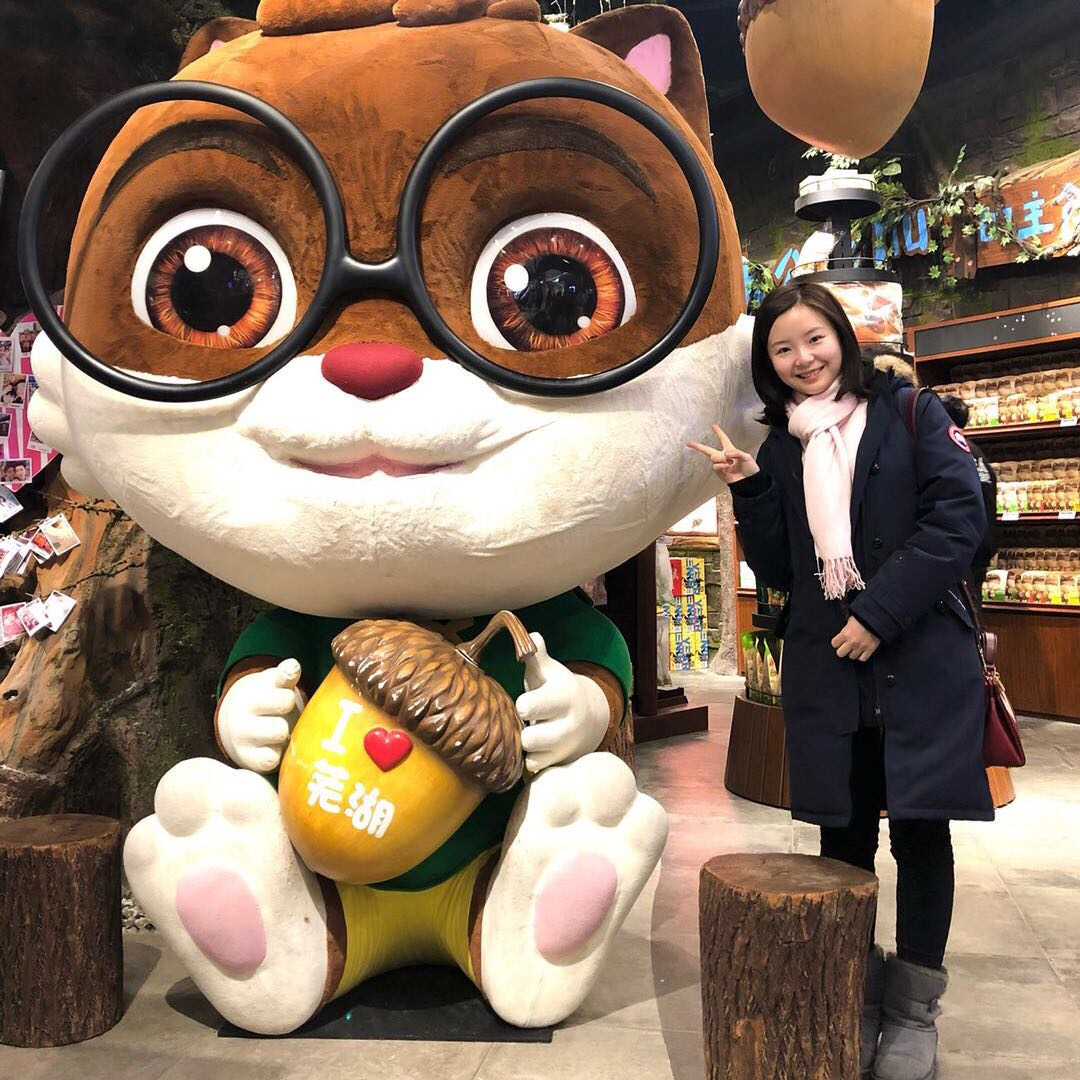
三只松鼠芜湖市总部的大型吉祥物
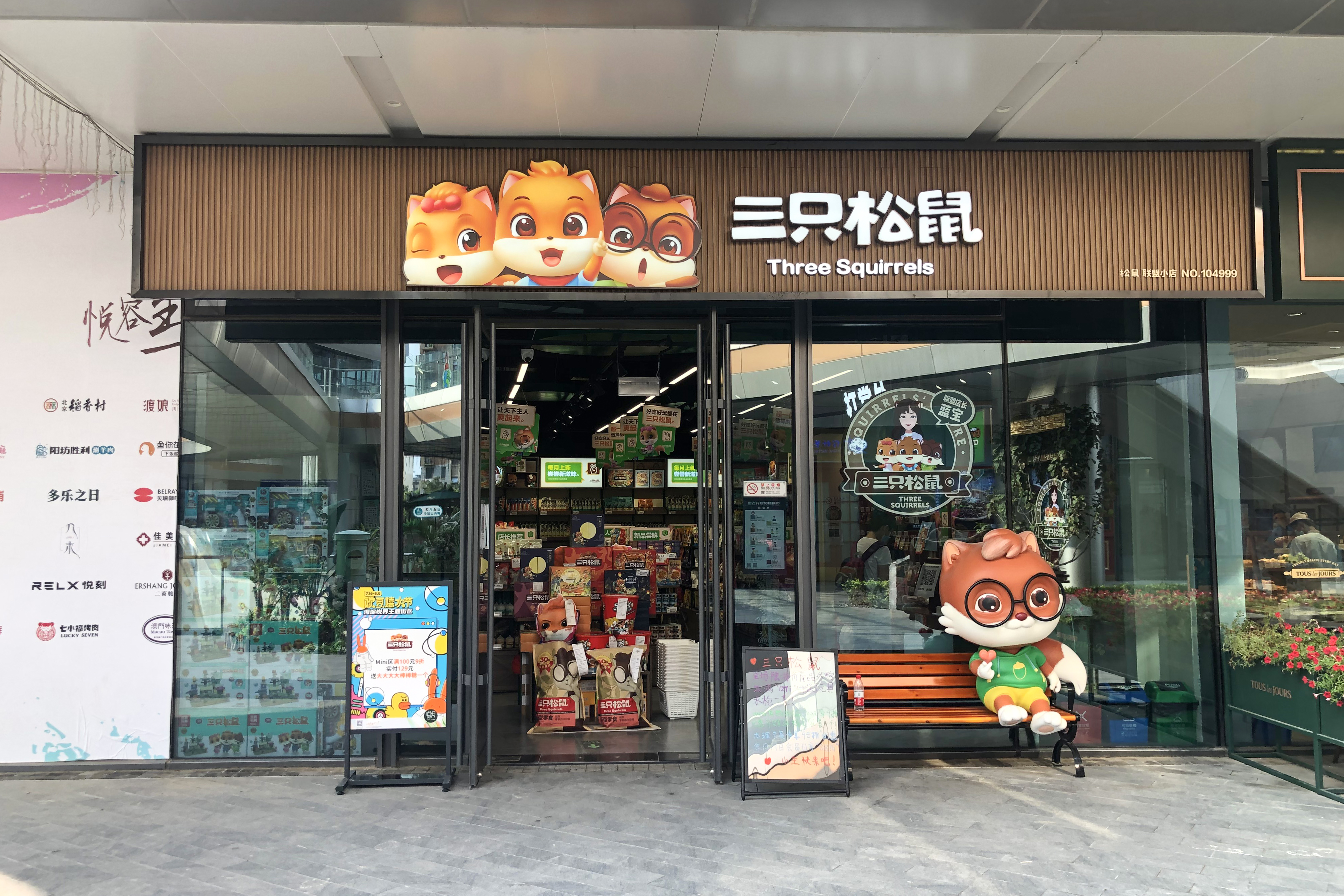
三只松鼠在北京市海淀悦界主题街区的门店
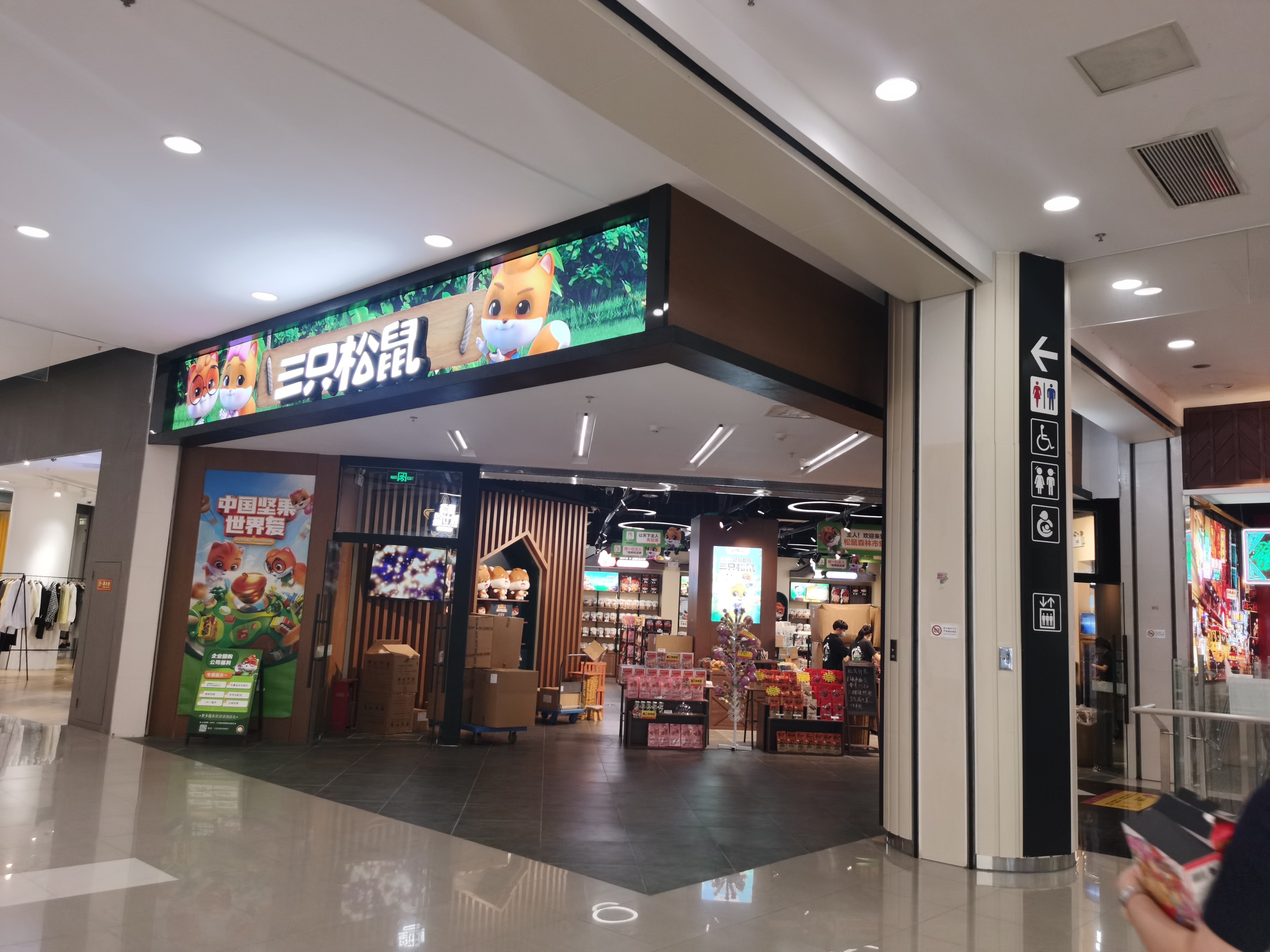
三只松鼠位于江苏省苏州工业园区永旺梦乐城的门店